# Michael Meuser
Michael Meuser (* 9. Oktober 1952 in Köln) ist ein deutscher Sozialwissenschaftler und emeritierter Professor für Soziologie der Geschlechterverhältnisse an der Technischen Universität Dortmund.

## Werdegang
Meuser studierte Erziehungswissenschaft, Soziologie und Politikwissenschaft an der Universität Bonn, wo er zum Dr. phil. promoviert wurde. Er habilitierte sich an der Universität Bremen. 2007 wurde er auf den Lehrstuhl für Soziologie der Geschlechterverhältnisse am Institut für Soziologie der Technischen Universität Dortmund berufen. Er war Prodekan für Forschung und wissenschaftlichen Nachwuchs. Seine Forschungsschwerpunkte liegen im Bereich der politischen Soziologie, der Soziologie der Geschlechterverhältnisse und des Körpers, Wissenssoziologie und der Methoden qualitativer Sozialforschung.
Im Jahr 2004 erhielt Meuser den Helge-Pross-Preis der Universität Siegen für herausragende wissenschaftliche Leistungen auf dem Gebiet der Soziologie der Geschlechter. Er war Vorsitzender des 2010 einberufenen Beirats Jungenpolitik im Bundesministerium für Familie, Senioren, Frauen und Jugend und Sprecher der Sektion „Soziologie des Körpers und des Sports“ in der Deutschen Gesellschaft für Soziologie (DGS).
Im Oktober 2020 beendete Meuser seine Lehrtätigkeit an der TU Dortmund, wenngleich er in der Forschung weiterhin aktiv ist.

## Schriften (Auswahl)
Herausgeber
- Robert Gugutzer, Gabriele Klein, Michael Meuser (Hrsg.): Handbuch Körpersoziologie. Band 1: Grundbegriffe und theoretische Perspektiven. VS Verlag für Sozialwissenschaften, Wiesbaden 2017, ISBN 978-3-658-04136-6.
- Reiner Keller, Michael Meuser (Hrsg.): Alter(n) und vergängliche Körper. VS Verlag für Sozialwissenschaften, Wiesbaden 2017, ISBN 978-3-658-10420-7.
- Diana Lengersdorf, Michael Meuser (Hrsg.): Männlichkeiten und der Strukturwandel von Erwerbsarbeit in globalisierten Gesellschaften. Diagnosen und Perspektiven. Beltz Juventa, Weinheim 2016, ISBN 978-3-7799-3048-8.
- Reiner Keller, Michael Meuser (Hrsg.): Körperwissen (= Wissen, Kommunikation und Gesellschaft). 1. Auflage. VS Verlag für Sozialwissenschaften, Wiesbaden 2011, ISBN 978-3-531-16664-3, doi:10.1007/978-3-531-92719-0.
- Brigitte Aulenbacher, Michael Meuser, Birgit Riegraf (Hrsg.): Soziologische Geschlechterforschung. Eine Einführung (= Studienskripten zur Soziologie). 1. Auflage. VS Verlag für Sozialwissenschaften, Wiesbaden 2010, ISBN 978-3-531-15584-5, doi:10.1007/978-3-531-92045-0.
- Anne Honer, Michael Meuser, Michaela Pfadenhauer (Hrsg.): Fragile Sozialität. Inszenierungen, Sinnwelten, Existenzbastler. VS Verlag für Sozialwissenschaften, Wiesbaden 2010, ISBN 978-3-531-17173-9, doi:10.1007/978-3-531-92017-7 (eingeschränkte Vorschau in der Google-Buchsuche [abgerufen am 12. März 2013] Ronald Hitzler zum 60. Geburtstag).
- Gabriele Klein, Michael Meuser (Hrsg.): Ernste Spiele. Zur politischen Soziologie des Fußballs (= Materialitäten. Band 6). Transcript Verlag, Bielefeld 2008, ISBN 978-3-89942-977-0.
- Peter Döge, Michael Meuser (Hrsg.): Männlichkeit und soziale Ordnung. Neuere Beiträge zur Geschlechterforschung. Leske und Budrich, Opladen 2001, ISBN 3-8100-3036-8, doi:10.1007/978-3-322-92264-9.

als Buchautor
- Soziologische Geschlechterforschung. Eine Einführung (mit Brigitte Aulenbacher und Birgit Riegraf), VS Verlag für Sozialwissenschaften, Wiesbaden 2010, ISBN 978-3-531-15584-5
- Geschlecht und Männlichkeit. Soziologische Theorie und kulturelle Deutungsmuster. 3., aktualisierte und überarbeitete Auflage. VS Verlag für Sozialwissenschaften, Wiesbaden 2010, ISBN 978-3-531-17169-2, doi:10.1007/978-3-531-92046-7 (eingeschränkte Vorschau in der Google-Buchsuche [abgerufen am 12. März 2013] leicht überarbeitete Version der Habilitationsschrift an der Universität Bremen).
- Herausforderungen. Männlichkeit im Wandel der Geschlechterverhältnisse (= Siegener Beiträge zur Soziologie. Band 9). Köppe, Köln 2007, ISBN 978-3-89645-729-5 (Vorlesungen aus Anlass der Verleihung des Helge Pross-Preises 2004 der Universität Siegen, mit einer Laudatio von Andrea Maihofer).
- Gleichstellung auf dem Prüfstand. Frauenförderung in der Verwaltungspraxis (= Aktuelle Frauenforschung. Band 4). Centaurus Verlagsgesellschaft, Pfaffenweiler 1999, ISBN 978-3-89085-377-2.

Artikel
- Entgrenzungsdynamiken. Geschlechterverhältnisse im Umbruch. In: Bundeszentrale für politische Bildung (Hrsg.): Aus Politik und Zeitgeschichte. Nr. 40/2012, 1. Oktober 2012, ISSN 0479-611X, S. 17–24 (online [abgerufen am 12. März 2013]).
- Männerwelten. Zur kollektiven Konstruktion hegemonialer Männlichkeit. In: Schriften des Essener Kollegs für Geschlechterforschung, hrsg. von: Doris Janshen, Michael Meuser, I. Jahrgang 2001, Heft II, pdf.